# Полиция Лихтенштейна
Национальная полиция Лихтенштейна (нем. Landespolizei des Fürstentums Liechtenstein) —  Основанная в 1932 году и являющаяся основной правоохранительной структурой на территории Княжества Лихтенштейн. В задачи национальной полиции входит обеспечение общественной безопасности, проведению следствия по уголовно-процессуальным делам, контролю за движением на дорогах общего пользования, предупреждению аварий и преступлений на автодорогах, розыску пропавших без вести, контролем государственной границы и охраной лиц находящихся в следственном изоляторе.

## История

### До Второй мировой войны
В 1932 году был основан корпус безопасности Княжества Лихтенштейн, до этого общины самостоятельно содержали полицейские службы в своей общине. В 1933 году первые семь полицейских заступили на службу в городе Вадуц, полиция в то время была расположена в здании правительства. В 1937 году была основана служба вспомогательных полицейских которая на момент начала своего существования насчитывала 19 человек.

### После второй мировой войны
С 10 октября 1960 года Лихтенштейн является участником Интерпола и на его территории открыто представительство Интерпола.
В 1964 году была проведена реорганизация корпуса безопасности, он был разделен на три отдела: административный, следственный и отдел дорожного движения. Эта система составляет основу современной национальной полиции княжества. В 1989 году было создано подразделение оперативного вмешательства, предназначенное для противостояния хорошо оснащенным правонарушителям и штурма зданий.

### Современный период
В 1989 году был издан закон о национальной полиции Лихтенштейна, в 1991 году полиция переместилась в современное здание национальной полиции.
В 1997 году была изменена униформа, название с корпуса безопасности изменено на национальную полицию.
В 2000 году в связи с  пузырём доткомов, в отделе криминальной полиции было создано подразделение по борьбе с экономической преступностью. В полиции не было достаточно специалистов в финансовой сфере, поэтому впервые полиция Лихтенштейна приняла в свои ряды иностранных граждан.
В 2001 году полиция Лихтенштейна вследствие растущей международной преступности вошла в трехстороннее соглашение с Австрией и Швейцарией.
В 2003 году полиция Швейцарии вошла в состав полицейской ассоциации Восточной Швейцарии. В результате этого сотрудничества обучение и некоторые процедуры были стандартизированы с ассоциацией, а будущее сотрудники полиции начали проходить обучение в полицейской академии Восточной Швейцарии
В 2011 году Лихтенштейн присоединился к Шенгенской зоне, полиция стала частью Европола.

## Современная структура
Полиция Лихтенштейна на современном этапе состоит из трёх отделов и командования полиции которое осуществляет руководство над отделами. Современная структура полиции Лихтенштейна выглядит следующим образом: 
- Отдел охраны правопорядка и безопасности дорожного движения (64 служащих и 5 человек гражданского персонала).

- Отдел криминальной полиции (15 служащих и 10 человек гражданского персонала).

- Административный отдел (7 служащих и 15 человек гражданского персонала).

- Командование полиции (3 служащих и 7 человек гражданского персонала)[3][4].

## Транспорт
| Фотография | Название               | Предназначение                               |
| ---------- | ---------------------- | -------------------------------------------- |
|            | BMW X3                 | Патрульный автомобиль                        |
|            | Volkswagen Transporter | Специальный транспорт, Патрульный автомобиль |
|            | BMW R100RT             | Патрульный мотоцикл                          |